# 新电视台 (保加利亚)
新电视台是保加利亚的免费电视网络，成立并开播于1994年7月16日，与新电视台电影频道、新电视台体育频道、DIEMA频道、DIEMA家庭频道、DIEMA体育频道共同組成新广播集团（英語：Nova Broadcasting Group）。2008年7月31日，瑞典媒体集团现代集团以6.2亿欧元收购了新电视台。交易于2008年10月16日完成。新电视台于2003年7月18日获得了作为地面网络广播的电视许可证，从而成为保加利亚继保加利亚国家电视台第一频道和bTV之后的第三家免费电视台，以及第二家私人全國性電視台。

## 外部連結
- 官方網站 （页面存档备份，存于）（保加利亚文）